# An Intimate Salute to Frankie
An Intimate Salute to Frankie från 2005 är ett duoalbum med Putte Wickman och Jan Lundgren. Skivan som är en hyllning till Frank Sinatra blev Putte Wickmans sista.

## Låtlista
1. Once in a While (Michael Edwards/Bud Green) – 4:47
2. When the Sun Comes Out (Harold Arlen/Ted Koehler) – 4:51
3. Angel Eyes (Matt Dennis/Earl Brent) – 5:39
4. Little Girl Blue (Richard Rodgers/Lorenz Hart) – 5:11
5. On a Clear Day (Burton Lane/Alan Jay Lerner) – 3:51
6. September Song (Kurt Weill/Maxwell Anderson) – 4:56
7. Ill Wind (Harold Arlen/Ted Koehler) – 3:30
8. Only the Lonely (Jimmy Van Heusen/Sammy Cahn) – 2:48
9. Where Do You Go? (Alec Wilder/Arnold Sundgaard) – 3:02
10. I've Got You Under My Skin (Cole Porter) – 5:24
11. The Song Is You (Jerome Kern/Oscar Hammerstein) – 4:09
12. How Deep is the Ocean? (Irving Berlin) – 4:29
13. Body and Soul (Johnny Green/Edward Heyman/Robert Sour/Frank Eyton) – 6:44
14. Stella by Starlight (Victor Young/Ned Washington) – 3:23
15. Night and Day (Cole Porter) – 4:39

## Medverkande
- Putte Wickman – klarinett
- Jan Lundgren – piano

## Listplaceringar
| Lista (2006) | Topplacering |
| ------------ | ------------ |
| Sverige      | 43           |